# Pink Blossom
Pink Blossom là EP thứ tư của nhóm nhạc nữ Hàn Quốc Apink, được phát hành vào ngày 31 tháng 3 năm 2014. Trưởng nhóm Chorong đã viết lời hai ca khúc của album. Ca khúc "Mr.Chu", sáng tác bởi Duble Sidekick được chọn là bài hát chủ đề để quảng bá album, với MV được phát hành cùng ngày. Ca khúc đã đứng vị trí thứ 2 trên Billboard's K-Pop Hot 100. Apink đã thắng 6 cúp trên các chương trình ca nhạc hàng tuần với ca khúc này", và ca khúc này cũng là ca khúc dưới dạng digital bán chạy thứ tám của năm 2014, theo như bảng xếp hạng cuối năm của Gaon. Nhóm đã phát hành MV cho một ca khúc khác của album là "Crystal" vào ngày 6 tháng 6. Album này là album bán chạy thứ hai trong tuần đầu phát hành và đứng thứ 30 trên bảng xếp hạng cuối năm 2014 của Gaon với 66.139 bản, trở thành album bán chạy thứ ba trong các album của nhóm nhạc nữ.

## Phát hành
Vào ngày 13 tháng 3, một bức ảnh được đăng tải lên Facebook chính thức của Apink cho thấy một bảng điểm với số điểm 3-31 với một dòng ghi chú ngắn "#Apink 2014.03.31.", gợi ý rằng vào ngày 31 tháng 3 nhóm sẽ trở lại sau 9 tháng kể từ thời điểm phát hành "Secret Garden". Vào ngày 17 tháng 3, A Cube Entertainment đã công bố một bản xem trước của poster album trên trang Facebook chính thức của Apink và thông báo rằng 40.000 poster sẽ được đính kèm album khi mua. Poster cho thấy hình ảnh các thành viên đang mặc trang phục hải quân màu xanh và chụp với biểu hiện nghiêm trang, trong khi đang cầm một cuốn sách.
Vào ngày 20 tháng 3, Apink thông báo sẽ trở lại với 6 bài hát mới trong album "Pink Blossom" vào ngày 31 tháng 3. "Mr. Chu", một ca khúc nhạc dance được sáng tác bởi Duble Sidekick và Seion, sẽ là ca khúc chủ đề. Do một sai lầm của nhân viên sản xuất album, các bức ảnh bìa của album được dự kiến tiết lộ vào ngày 31 tháng 3 cùng với việc phát hành các bài hát đã bị rò rỉ trên mạng. "Những bức hình rò rỉ trên mạng ban đầu được dự kiến công bố vào ngày 31 tháng 3 cùng với các ca khúc. Các bức ảnh rò rỉ do một sự sai lầm của nhân viên, những người tham gia sảnh xuất EP thứ tư của Apink. Tuy nhiên, chúng tôi quyết định rằng đó là một tai nạn ngoài ý muốn, chúng tôi sẽ phát hành những bức ảnh vào ngày 20 tháng 3" theo như thông báo của A Cube.
Một teaser cho thấy sáu thành viên đang trong một buổi chụp ảnh cho album với nhạc nền là Mr. Chu. Vào ngày 24 tháng 3, một clip liên khúc ngắn được phát hành, cho một cái nhìn ngắn về sáu ca khúc trong album. Vào ngày 27 tháng 3, A Cube đã phát hành teaser cho "Mr. Chu" trên kênh Youtube chính thức của Apink. Đoạn teaser có hình ảnh các thành viên trong trang phục quần vợt cầm các món quà đặt trên đùi của họ trong khi đang xem một trận đấu quần vợt. Bản đầy đủ của ca khúc sẽ được phát hành vào ngày 31 tháng 3 cùng với sự phát hành của album.

## Quảng bá
Nhóm đã trình diễn một đoạn của bài hát "Sunday Monday" và trình diễn trọn vẹn bài hát "Mr. Chu" lần đầu tiên trên KBS's Music Bank vào ngày 4 tháng 4. Họ cũng trình diễn trên các chương trình MBC's Show! Music Core, SBS's Inkigayo, MBC Music's Show Champion và Mnet's M! Countdown.
Vào ngày 16 tháng 4, nhóm tạm ngưng các hoạt động quảng bá và hủy bỏ tất cả lịch trình bao gồm cả buổi họp fan kỷ niệm 3 năm vào ngày 19 tháng 4 để tỏ lòng tôn kính với các nạn nhân của Thảm kịch Sewol. A Cube đã ra một tuyên bố "Do tầm quan trọng của thảm họa chìm phà Sewol, Apink cảm thấy đau đớn và nghĩ rằng không thể hát cho người hâm mộ với trái tim trong sáng. Chúng tôi quyết định hủy bỏ buổi họp fan và sẽ thông báo lại thời gian và địa điểm vào một thời gian khác."
Hoạt động quảng bá của nhóm được tiếp tục sau 3 tuần với màn trình diễn tại Mnet's M! Countdown vào ngày 8 tháng 5. Nhóm kết thúc hoạt động quảng bá cho "Pink Blossom" vào ngày 25 tháng 5.

## Đĩa đơn
MV cho "Mr. Chu" được phát hành vào ngày 31 tháng 3 năm 2014, và được đạo diễn bởi Song Wonmo và Park Sangwoo của Digipedi Studio. Bài hát đã đứng ở vị trí thứ 2 trên Gaon Digital Chart và Billboard's K-Pop Hot 100, và đứng thứ 8 trên Gaon Digital Chart cuối năm.
Trưởng nhóm Chorong đã viết lời cho hai bài hát của album là: "Love Story" và "So Long".

## Danh sách bài hát
| Digital download | Digital download                                              | Digital download          | Digital download      | Digital download |
| STT              | Nhan đề                                                       | Phổ lời                   | Phổ nhạc              | Thời lượng       |
| ---------------- | ------------------------------------------------------------- | ------------------------- | --------------------- | ---------------- |
| 1.               | "Sunday Monday"                                               | Beomi, Nangi              | Nickel                | 03:34            |
| 2.               | "Mr. Chu" (On Stage)                                          | Duble Sidekick, David Kim | Duble Sidekick, SEION | 03:24            |
| 3.               | "Crystal"                                                     | e.one                     | e.one                 | 03:24            |
| 4.               | "Love Story" (사랑동화; Sarangdonghwa; lit. "Fairytale Love") | Chorong                   | Kim Jinhwan           | 03:58            |
| 5.               | "So Long"                                                     | Chorong                   | Master Key            | 03:41            |
| 6.               | "Mr. Chu"                                                     | Duble Sidekick, David Kim | Duble Sidekick, SEION | 03:34            |
| 7.               | "Mr. Chu" (Instrumental)                                      |                           | Duble Sidekick, SEION | 03:24            |

## Xếp hạng
| Bảng xếp hạng            | Vị trí cao nhất |
| ------------------------ | --------------- |
| Gaon Weekly album chart  | 2               |
| Gaon Monthly album chart | 5               |
| Gaon Yearly album chart  | 31              |

### Doanh số và chứng nhận
| Nhà cung cấp (2014)   | Số lượng |
| --------------------- | -------- |
| Gaon physical sales   | 73.530+  |
| Oricon physical sales | 10.000+  |

## Lịch sử phát hành
| Quốc gia | Ngày      | Định dạng            | Nhãn đĩa                                | Catalog    |
| -------- | --------- | -------------------- | --------------------------------------- | ---------- |
| Hàn Quốc | 31/3/2014 | CD, Digital download | A Cube Entertainment LOEN Entertainment | L200001007 |